# Londons historie
Londons historie går cirka to tusinde år tilbage, selvom keltiske bosættelser på stedet ikke kan påvises. Derfor menes byen at være anlagt af romerne som Londinium efter deres erobring af Britannien, anført af kejser Claudius i år 43 e.Kr. Efter romernes tilbagetog fra øen blev London overtaget af angelsaksere, der jævnede byen med jorden i slutningen af 9. århundrede.
Efter normannernes erobring i 1066 blev London den nye hovedstad i Kongeriget England, i stedet for Winchester, en status den har beholdt lige siden. I middelalderen blev byen gentagne gange angrebet af både inden- og udenlandske fjender. Med Reformationen og kongemagtens efterfølgende overtagelse af det kirkelige gods indledtes en æra i byens historie med økonomisk vækst.
Byen oplevede to på hinanden følgende katastrofer, først pestudbruddet i 1665 og den store brand året efter. Byen formåede dog relativt hurtigt at komme sig efter disse katastrofer og voksede i betydning parallelt med England. I løbet af det 18. og 19. århundrede var London verdens største by samt hovedstad i Det Britiske Imperium, og befolkningstallet blev flerdoblet. Udvidelsen af transportforbindelser til byen i begyndelsen af det 20. århundrede medførte, at den voksede ud over sine historiske grænser.
Under 2. verdenskrig blev store dele af byen ødelagt af de tyske luftbombardementer. Efter krigen faldt befolkningstallet som følge af befolkningens udflytning til satellitbyerne rundt om London. I 1965 blev det administrative område Greater London, som omfattede London og omkringliggende områder, oprettet. I havneområdet London Docklands begyndte i 1980'erne et omfattende byudviklingsprogram med mange nye højhuse. Gennem tiderne har London været mål for terrorbomber bl.a. fra IRA men også fra andre grupper så sent som i 2005.

## Sagntiden og det præhistoriske London
Geoffrey af Monmouths middelalderlige mytologi fortæller, at London blev grundlagt af Brutus af Troja i bronzealderen og var kendt som Caer Troia, Troia Nova eller Nye Troja, hvilket blev forvansket til Trinovantum (trinovanteserne var stammen, der beboede området før romerne). Kong Lud omdøbte byen til CaerLudein, fra hvilket London er afledt. Geoffrey giver det præhistoriske London et større antal sagnkonger og interessante historier.
Men på trods af omfattende udgravninger har arkæologer ikke fundet tegn på en større præhistorisk bosættelse i området. Der er gjort spredte fund, beviser på agerbrug, begravelser og spor af beboelse, men intet væsentligt. Det anses for usandsynligt, at en førromersk by fandtes, men da meget af den romerske by endnu ikke er udgravet, er der stadig mulighed for at finde ældre bosættelser.
I præhistorisk tid var London efter alt at dømme et landligt område med spredt bebyggelse. Store fund som Battersea-skjoldet, fundet i Themsen ved Chelsea, lader formode, at området var vigtigt; der kan have været betydelige bosættelser ved Egham og Brentford, og der var en borg ved Uppall men ingen egentlig by i det område, hvor det romerske London lå (det nuværende City of London).

## Det romerske London
Londinium blev grundlagt af romerne efter romernes erobring af Britannien i år 43 e.Kr., anført af kejser Claudius. Arkæologiske udgravninger siden 1970'erne har heller ikke kunnet bringe nogen overbevisende spor af en større bebyggelse fra før omkring år 50 e.Kr. for dagen, hvorfor tanker, om at Londinium var en militær bosættelse omkring borgen, der beskyttede London Bridge, stort set ikke længere tages i betragtning.
Navnet Londinium menes at være førromersk i sin oprindelse, selvom der ikke er enighed, om hvad det betyder. Et forslag er, at navnet er afledt af et personnavn, der betyder "fierce" (vild, heftig, voldsom). Nyere forskning udført af Richard Coates foreslår dog, at navnet stammer fra det førkeltiske gammeleuropæiske Plowonida, med to rødder: "plew" og "nejd", som betyder noget i retning af "den strømmende flod" eller "den brede strømmende flod". Londinium betyder derfor "bosættelsen ved den brede flod". Han foreslår, at floden blev kaldt Thames (Themsen) længere oppe, hvor den var smallere, og Plowonida længere nede hvor den var for bred at vade over. Andre kilder til bynavnets oprindelse kunne være den mytologiske hersker Kong Lud. Efter sigende etablerede Lud de første veje i byen. Hans statue står gemt i kirken St. Dunstan's In The West, Fleet Street. Det anses dog for at være usandsynligt, at bosættelsen er opkaldt efter Lud. BBC's historiewebsted fortæller, at navnet Londinium er "keltisk, ikke latinsk, og kan oprindelig have refereret til en tidligere bondegård på stedet"; med rod i "Lond" der betyder "vildt" sted (som i tilgroet eller bevokset med skov).
Ifølge fund udstillet på Museum of London var latin det oprindelige sprog i London foruden en del græsk på grund af tilstedeværelsen af græsktalende, romerske soldater og forretningsfolk.
Arkæologer mener nu, at London var blevet grundlagt som en civil bosættelse omkring år 50 e.Kr. Et drænrør af træ fundet ved siden af den primære romervej, udgravet ved bygningen No 1 Poultry, er dateret til år 47, som kan have været grundlæggelsestidspunktet.
Det tidlige romerske London dækkede et relativt lille areal, omtrent på størrelse med Hyde Park. Oldgranskeren Roach Smith anslog i det 19. århundrede, at byens længde fra Tower til Ludgate (øst til vest) var omkring 1,6 km, og fra London Wall til Themsen (nord til syd) omkring 800 meter.
Ti år senere blev Londinium plyndret af icenerne anført af den britiske dronning Boudicca. Udgravninger har blotlagt omfattende ødelæggelser ved brand, som har efterladt et lag rød aske under byen på denne tid. Et militært område er opdaget i City of London; det kan have været hovedkvarter for romernes kamp mod de britiske oprørere.
Den romerske historiker Tacitus skriver, at romernes svar på Boudiccas angreb var at myrde så mange som 80.000 briter. Man mener, at dette fandt sted ved King's Cross (eller Battle Bridge), hvorefter Boudicca skulle have begået selvmord ved at tage gift.
Efter måske ti år var byen kommet på fode igen og nåede omkring 120 e.Kr. sit hidtil højeste indbyggertal på ca. 60.000. London blev hovedstad i det Romerske Britannien (den tidligere hovedstad var den ældre, nærliggende by Colchester). Derefter begyndte en langsom tilbagegang; tilflytning og tilhørende byggearbejder ophørte dog ikke.
Ca. 200 e.Kr. byggede romerne en forsvarsmur omkring byen. Muren definerede Londons ydergrænser i århundreder. Selv i dag er der rester af den.
I år 375 var London et lille, velhavende samfund, beskyttet af færdiggjorte forsvarsværker. I år 410 ophørte romernes militære besættelse officielt, og borgerne fik besked på selv at forsvare sig. I midten af det 5. århundrede var den romerske by stort set blevet forladt.
Efter Romerrigets fald blev det romerske Londinium først forsvaret af den subromerske administration og anvendt som operationsbase under de tidlige kampagner mod jyderne i Kent, anført af Hengest. Efter Kent var blevet forladt i 456, forsøgte man desperat at drive de saksiske invasionsstyrker tilbage, der kom fra syd og øst.
Disse felttog var uden succes, og byen og dens omegn kunne ikke forsvares. Hvis den samtidige præst Gildas' beretninger er troværdige, har kampene om den belejrede by været meget brutale. Omkring år 571 blev den belejrede og medtagne by Caer Llundain evakueret af de romerske briter, og byen forblev en overvejende ubeboelig ruin i mere end en generation derefter.

## Det saksiske London
Selvom den gamle by ikke blev genbosat, blev de omkringliggende gårde overtaget af midt-saksere. Oprindelig havde der været en aktiv grænse mellem sakserne og briterne, der omgrupperede sig i Calchwyned og Caer Celemion, og som var skueplads for angreb fra begge sider. I det tidlige 7. århundrede fik øst-sakserne herredømmet, og Lundencestir kom under deres myndighed. I 604 tog byen imod Mellitus som sin første biskop siden erobringen, da øst-sakseren Saeberht konverterede til kristendommen. Mellitus grundlagde den første Saint Paul's Cathedral, der traditionelt siges at ligge på samme sted som et gammel romersk Dianatempel (selvom Christopher Wren ikke fandt nogen beviser på det). Det har i begyndelsen kun været et beskedent kapel og kan være blevet ødelagt efter Mellitus en kort overgang var forvist fra byen af Saeberhts hedenske efterfølgere.
Senere i det 7. århundrede blev den saksiske landsby Lundenwic ("London-bosættelsen") grundlagt omkring 1,6 km vest for Londinium (navngivet Lundenburh – "London-borgen" – af sakserne) i hvad der nu er Aldwych, og formentlig blev Fleet-flodens munding brugt som handels- og fiskerihavn.
Den nye by kom under direkte merciansk kontrol omkring år 730, og det øst-saksiske kongerige, som den en gang havde været en del af, blev gradvist mindre i størrelse og status. Det mercianske herredømme blev erstattet af wessexisk herredømme efter 825.
Nye udgravninger i Covent Garden-området har afsløret den omfattende angelsaksiske bosættelse, der går tilbage til det 7. århundrede. Udgravningerne viser, at bosættelsernes areal var på omkring 600.000 m², fra vest ved det nutidige National Gallerys område til Aldwych i øst. Navnet Aldwych (fra angelsaksisk ealdwic, der betyder "gammel bosættelse") viser, at på et tidspunkt i slutningen af det 9. eller det tidlige 10. århundrede flyttede bosættelsens centrum sig fra det "gamle distrikt" tilbage til City of London. Det kan have været på grund af administrative ændringer indført af Alfred den Store efter sin sejr over Gorm den Gamle og danerne eller en udflytning til stedet for bedre at kunne forsvare sig mod angreb fra vikingerne.
Alfred udnævnte sin svigersøn jarl Æthelred af Mercia, der var arving til det tilintetgjorte Kongeriget Mercia, som guvernør over London og opførte to borge til forsvar af broen, der formentlig var blevet genopbygget på det tidspunkt. London blev kendt som Lundenburh, og den sydlige ende af broen blev til Borough of Southwark eller Suthringa Geworc ("Surrey-mændenes forsvarsværk"), som den oprindelig var kendt som.
I 1013 belejrede vikingerne byen og tvang Æthelred til at flygte. Angrebene fortsatte under Knud den Store, der med succes løb London over ende. En saga fra den nordiske mytologi fortæller om et slag under vikingebesættelsen, hvor Æthelred vendte tilbage og angreb det vikingebesatte London. Ifølge sagaen stod danerne langs London Bridge og overdængede angriberne med spyd. Angriberne i bådene trak uforfærdede tagene af nærliggende huse og beskyttede deres hoveder med dem. Beskyttet på denne måde kunne de komme tæt nok på broen til at fastgøre reb til bropillerne og rive broen ned. Der er nogen spekulation om hvorvidt børnerimet "London Bridge is falling down" ("London Bridge falder sammen," på dansk kendt som "Knippelsbro går op og ned") stammer fra denne begivenhed.

## Det middelalderlige London
Normannernes erobring af Britannien i 1066 anses almindeligvis for begyndelsen af middelalderen i Storbritannien. Vilhelm, Hertug af Normandiet, dræbte kong Harald 2. af England i slaget ved Hastings. Selvom han nedbrændte Southwark, syd for broen, undgik han London og ventede i stedet mod nordvest ved Berkhamsted, indtil byens embedsmænd anerkendte ham som konge. Det gjorde de hurtigt, og Vilhelm gjorde gengæld ved formelt at give byen købstadsprivilegier.
Under Vilhelm (nu kendt som Vilhelm Erobreren) blev flere fæstninger opført i London (Tower of London, Baynard's Castle og Montfichet's Castle) for at forhindre opstand. Vilhelm Erobreren udstedte også et dokument i 1067, der opretholdt de tidligere saksiske rettigheder, privilegier og love. Det voksende selvstyre blev sikret med valgrettigheder givet af Kong John i 1199 og 1215.
I 1097 begyndte Vilhelm 2. af England, søn af Vilhelm Erobreren, opførelsen af Westminster Hall. Herregården blev grundlaget for Palace of Westminster, der gennem middelalderen var den primære royale residensbolig.
I 1176 begyndte konstruktionen af den berømteste udgave af London Bridge (fuldført i 1209), der blev bygget på samme sted, hvor flere træbroer havde ligget. Broen eksisterende de næste 600 år og var indtil 1739 den eneste bro over Themsen.
Den sidste gang, London var rigtigt besat af væbnede styrker fra kontinentet, var i maj 1216 under baronernes første krig, hvor den unge Ludvig 8. af Frankrig marcherede gennem gaderne til St. Paul's Cathedral. I hele byen og domkirken blev han fejret som den nye hersker.
Man forventede, at det ville befri englænderne fra Kong John 1.'s tyranni. Men det var kun midlertidigt. Baronerne, der støttede den 29 år gamle franske prins, besluttede sig for igen at støtte en engelsk konge, da John 1. døde. I løbet af de næste flere hundrede år rystede London den store, franske kulturelle og sproglige indflydelse af sig, som havde været der siden normannernes erobring. Ligesom Dover påvirkede byen kraftigt udviklingen af det tidlige moderne engelske sprog.
Under bondeoprøret i England i 1381 anført af Wat Tyler blev London invaderet. En gruppe bønder stormede Tower of London og henrettede rigskansleren (Lord Chancellor), ærkebiskop Simon Sudbury og rigsskatmesteren (Lord Treasurer). Bønderne plyndrede byen og satte ild til utallige bygninger. Tyler døde af knivstik påført ham af overborgmester (Lord Mayor) William Walworth i et sammenstød ved Smithfield, hvorved oprøret sluttede.
I middelalderen voksede London to forskellige steder. Den nærliggende by Westminster blev den royale hovedstad og regeringsby, mens City of London blev handelscentrum. Området mellem dem var omkring år 1600 blevet fuldstændig bebygget.
Handelen voksede støt i middelalderen, og London voksede hurtigt som følge deraf. I år 1100 var Londons indbyggertal ikke meget mere end 15.000. I 1300 var tallet steget til omkring 80.000. Handel i London blev organiseret i forskellige lav, der effektivt kontrollerede byen og valgte Londons overborgmester (Lord Mayor of London).
Det middelalderlige London bestod af smalle, snoede gader, og de fleste bygninger var opført i brændbare materialer som træ og strå, hvilket gjorde ildebrande til en permanent trussel. Saniteten i London var ringe. Mindst halvdelen af befolkningen døde under den sorte død i midten af det 14. århundrede. Mellem 1348 og det store pestudbrud i 1666 var der seksten udbrud af pest i byen.

## Tudortiden (1485-1603)
Henrik Tudor, der besteg Englands trone som Henrik 7. i 1485 og giftede sig med Elizabeth af York, hvorved rosekrigen endte, var en resolut og effektiv monark, der centraliserede den politiske magt under kronen. Han bestilte det berømte Henry VII's Chapel ved Westminster Abbey og fortsatte den royale skik med at låne penge af byen til sine krige mod franskmændene – og betalte lånene tilbage på udløbsdatoen, hvilket var noget af en nyskabelse. Ellers interesserede han sig ikke meget for at udvikle London. Ikke desto mindre havde Tudor-kongedømmets relative stabilitet langsigtede konsekvenser for byen, der voksede hurtigt i det 16. århundrede, da adelen nu syntes, at magt og rigdom bedst blev opnået ved at konkurrere om gunstbevisninger ved hoffet frem for at bekrige hinanden i provinserne, som de så ofte havde gjort førhen.
Ikke desto mindre var Tudor-tidens London oprørt over moderne standarder. I 1497 slog tronprætendenten Perkin Warbeck, der hævdede at være Richard, Hertug af York, yngre bror til drengekongen Edward 5., lejr på Blackheath med sine tilhængere. I begyndelsen var der panik blandt borgerne, men kongen organiserede forsvaret af byen, oprørerne spredte sig, og Warbeck blev snart taget til fange og hængt ved Tyburn.
Reformationen medførte ikke megen blodsudgydelse i London, da de fleste fra de højere samfundsklasser samarbejdede om at fremkalde et gradvist skift til protestantismen. Før reformationen var mere end halvdelen af Londons areal dækket af munkeklostre, nonneklostre og andre religiøse bygninger, og omkring en tredjedel af indbyggerne var munke, nonner eller klosterbrødre. Derved havde Henry 8.'s klosteropløsning en dybtgående effekt på byen, da næsten alle disse ejendomme fik nye ejere. Processen begyndte i midten af 1530'erne, og i 1538 var de fleste større huse blevet afhændet. Holy Trinity Aldgate gik til Lord Audley, og markisen af Winchester byggede et hus til sig selv på en del af området. Charterhouse gik til Lord North, Blackfriars til Lord Cobham, spedalskhedshospitalet St. Giles gik til Lord Dudley, mens kongen selv overtog spedalskhedshospitalet St. James, der blev genopbygget som St. James's Palace. Henrik overtog kardinal Wolseys hus ved Westminster, York Place, og ombyggede og udvidede det i etaper, indtil det optog Whitehalls område med uorganiserede knopskydninger. Henrik indhegnede arealer, der havde tilhørt Westminster Abbey, som en dyrepark, de nuværende parker Hyde Park og St. James's Park. Mod vest lå landsbyen Kensington.
Kort før sin død genetablerede Henrik St. Bartholomew's Hospital, men de fleste større bygninger forblev ubenyttede indtil hans død i 1547. I Edvard 6.'s regeringstid blev mange bygninger overdraget til Livery Company-lav i stedet for betaling af kronens gæld, og i nogle tilfælde blev lejeindtægterne derfra givet til velgørende formål. Hver for sig købte byen i 1550 Southwark-godset, på sydbredden af Themsen, og genetablerede St. Thomas' kloster som St. Thomas' Hospital. Christ's Hospital blev oprettet på denne tid, og Bridewell Palace blev bygget om til et børnehjem og arbejdshus for kvinder. Klosteropløsningen var også rentabel for begunstigede ved hoffet, der fik ejendomme på favorable betingelser. Mange af disse ejendomme blev kraftigt ombygget, og huse blev presset ind overalt hvor der var plads, så Londons voksende indbyggertal kunne huses.
Ved Edvard 6. død i 1553, blev Lady Jane Grey modtaget i Tower of London som dronning, men overborgmesteren (lord mayor), rådmændene og byretsdommeren ændrede snart kurs og udråbte i stedet Maria 1. af England som dronning. Det efterfølgende år fremprovokerede den nye monarks beslutning om at gifte sig med Filip 2. af Spanien, en opstand anført af Sir Thomas Wyatt, der indtog Southwark, og senere nåede frem til Charing Cross, på vejen fra Westminster til City, der nu blev anset fra at være Londons centrum, før han begav sig til Ludgate. Men der var ingen opstand i City, og Wyatt overgav sig. Dette beviste Citys afgørende politiske betydning på den tid, og yderdistrikterne uden for bymurenes lille betydning.
London var hastigt på vej til at hævde sig blandt Europas vigtige kommercielle centre, dens mange små industrier var inde i et opsving, særligt væverne. Handelen bredte sig ud over Vesteuropa til Rusland, Levanten og Nord- og Sydamerika. Det var en merkantilistisk tid og handelskompagnier med monopol, så som det Russiske Kompagni (1555) og Det britiske Ostindiske kompagni (1600) blev grundlagt i London efter Royal Charter (kongelig tilladelse). Sidstnævnte, der endte med at regere meget af Indien, blev en af Londons og hele Britanniens nøgleinstitutioner i de næste 250 år. I 1572 ødelagde spanierne den store handelsby Antwerpen, hvilket gjorde London til nummer et blandt havnebyerne ved Nordsøen. Immigranter ankom til London ikke kun fra hele England og Wales, men også fra udlandet, for eksempel huguenotter fra Frankrig; befolkningstallet steg fra anslået 50.000 i 1530 til omkring 225.000 i 1605.
På samme tid var der gentagne forordninger, som uden held søgte at kontrollere tilfældig udbredelse af bymæssig bebyggelse ved at forbyde opførelse af nye huse på mindre end fire ha land, i 1580, 1583, 1593 og 1605, gældende for landområder så langt væk som Chiswick og Tottenham , Tudor-tidens grønne områder. En følge deraf var forøget underinddeling og dårligt udførte konstruktioner i City, hvor middelklassens almindelige huse bevarede deres middelalderlige bindingsværkskonstruktioner med kviste, gavle og øvre etager, der var bygget ud over gaderne. I 1605 anslår man, at der boede 75.000 mennesker i City, mens 115.000 boede i de omgivende "privilegier", de indre forstæder hvor Citys regler endnu ikke gjaldt. Lincoln's Inn Fields forblev marker, en "lille levning luft" ifølge et memorandum fra gehejmerådet (Privy Council) i 1617, hvor der for første gang blev foreslået at bygge huse på arealet. Londons East End udviklede sig på den tid som uplanlagte stykkevise udstykninger langs eksisterende hovedveje. Topografen og byhistorikeren Stow mindes, at vejen Petticoat Lane i hans ungdom havde løbet blandt marker omgivet af levende hegn men var blevet "en ubrudt række havehuse og småhuse" og Wappings "en ubrudt gade eller beskidt retlinet passage med smøger bestående af mindre lejekaserner". I East End kunne man drive industrivirksomhed uden opsyn fra Londons lav, der stadig var magtfuldt og holdt på sin jurisdiktion.
Det var i denne periode, at de første kort over London blev tegnet. Størstedelen af befolkningen boede stadig i City med en befolkningstæthed, der er ukendt i det 21. århundredes i-lande. Langs den gamle hovedvej, The Strand, fra City til kongeslottet i Westminster, lå aristokratiets palæer på den sydlige side. Deres haver vendte ned mod floden, der fortsat var den vigtigste transportvej. "Et meget pænt sted", rapporterede Venedigs ambassadør i 1551, "men skæmmet af utallige kirke- og klosterruiner". Selvom der var begyndt at dukke sideveje op til Strand, var de to bebyggelser adskilte: Westminster var mange gange mindre end City.
Andre distrikter, som i det 21. århundredes London er næsten lige så centrale som Westminster og City selv, var stadig landlige områder i slutningen af det 16. århundrede. Covent Garden var nærmest et handelsgartneri. Hospitaler og rekonvalescenthjem blev oprettet i Holborn og Bloomsbury for at drage nytte af landluften. Islington og Hoxton var afsidesliggende landsbyer.
I 1561 slog lynet ned i den gamle St. Paul's Cathedral. Taget blev repareret, men spiret blev aldrig erstattet. Ingen nye kirker blev bygget i London efter opførelsen af St. Giles Cripplegate, indtil Queen's Chapel af Inigo Jones, påbegyndt i 1623. Man følte et behov for nye skoler, efter klosterskolerne var blevet nedlagt. St. Paul's var blevet grundlagt af John Colet i 1510. Christ's Hospital (1552, på Greyfriars', Gråbrødrenes, område), blev efterfulgt af Charterhouse i 1611. I 1565 grundlagde Thomas Gresham en ny handelsbørs i City, der i 1571 blev udnævnt til Royal Exchange (kongelig børs) af Dronning Elizabeth. I april 1580 blev nogle skorstene og mure beskadigede under Dover Straits-jordskælvet.
Slutningen af det 16. århundrede, da William Shakespeare boede og arbejdede i London, var en af de mest strålende perioder i byens kulturelle historie. Der var dog betragtelig modstand mod udviklingen af de engelske renæssanceteatre. Offentlig underholdning medførte folkeskarer, og folkeskarer var frygtet af myndighederne, da de kunne blive truende, og de var også frygtet af mange almindelige borgere, der var bange for, at store menneskemængder kunne være medvirkende til at sprede pest.
Teatrene selv blev afvist af den stigende puritanske indflydelse i landet. Men Dronning Elizabeth elskede skuespil, der blev opført for hende privat ved hoffet og støttede offentlige opførelser af "sådanne skuespil der var egnede til at give ærlig genskabelse og ikke eksempler på ondskab." Den 11. april 1582 skrev medlemmerne af gehejmerådet til overborgmesteren, at da "hendes Majestæt nogle gange glædede sig over sådant tidsfordriv, blev det ikke anset for upassende - med hensyntagen til årstiden og at byen var fri for infektioner - at tillade visse skuespiltrupper at optræde i London, så de dermed kunne opnå større behændighed og perfektion til glæde for hendes Majestæt."
Ikke desto mindre blev teatrene hovedsagelig bygget uden for Citys grænser, særligt på sydsiden af floden, der allerede var slået fast som et forlystelsesområde, hvor mindre sund underholdning så som ophidselse af bjørne kunne ses. Teatrene på Bankside var blandt andre The Globe, The Rose, The Swan og The Hope. The Theatre og The Curtain lå i Shoreditch, uden for Citys østmur, og Blackfriars Theatre, der, selvom det lå inden for murerne, var uden for Citys jurisdiktion.
Under de overvejende fredelige senere år af Elizabeths styre, byggede nogle af hendes hoffolk og nogle af de mere velhavende borgere fra London landsteder i Middlesex, Essex og Surrey. Dette var begyndelsen til bevægelsen mod villaer; smagen for en bopæl der hverken hørte til i en bys centrum eller var et landligt gods, men da den sidste Tudor døde i 1603, var London stadig meget kompakt.

## Stuarttidens London (1603-1714)
Londons udvidelse ud over Citys grænser blev endelig fastlagt i det 17. århundrede. I begyndelsen af dette århundrede blev Citys nærmeste omgivelser, bortset fra primært de aristokratiske residenser i retning mod Westminster, stadig betragtet som værende uattraktive. Lige nord for lå Moorfields, der nyligt var blevet drænet og havde fået et stisystem, men det blev frekventeret af tiggere, hvorfor rejsende, der passerede området for at komme til London, søgte at være kortest mulig tid i området. Ved siden af Moorfields lå Finsbury Fields, et sted hvor bueskytter yndede at øve sig. Mile End, der den gang var et grønt område ved Great Eastern Road, var berømt som et mødested for tropperne.
Forberedelserne til kroningen af kong James 1. blev afbrudt af en alvorlig pestepidemi, der kan have dræbt over tredive tusinde mennesker. Lord Mayor's Show, der havde været ude af funktion i nogle år, blev genoplivet af kongen i 1609. Det opløste munkekloster Charterhouse, der var blevet købt og solgt flere gange af hoffolk, blev købt af Thomas Button for 13.000 pund. Det nye hospital, kapel og skole blev påbegyndt i 1611. Charterhouse School ville blive en af de vigtigste privatskoler i London, indtil den flyttede til Surrey i Victoriatiden, og på stedet uddannes der i dag læger og tandlæger (se Barts and The London, Queen Mary's School of Medicine and Dentistry).
Londonernes almindelige mødested i dagtimerne var kirkerummet i den gamle St. Paul's Cathedral. Handlende gjorde forretninger i sidegangene og anvendte døbefonten som en disk, hvor de tog imod betaling; advokater modtag deres klienter ved deres bestemte søjler; og de arbejdsløse søgte arbejde. St. Paul's kirkegård var centrum for boghandel, og Fleet Street var et centrum for offentlig underholdning. Under James 1. opnåede teatret, der havde slået sig fast i Elizabeths senere regeringsår, endnu større popularitet. Forestillingerne på de offentlige teatre blev komplementeret af stort opsatte maskerader ved det kongelige hof og ved hoffets kroer.
Charles 1. blev konge i 1625. Mens han var konge, begyndte aristokratiet at bosætte sig i Londons West End i stort antal. Foruden dem, der havde specifikke gøremål ved hoffet, bosatte et stigende antal godsejere og deres familier sig en del af året i London på grund af det sociale liv. Det var begyndelsen af "London-sæsonen". Lincoln's Inn Fields var blevet etableret omkring 1629. Handelspladsen Covent Garden, designet af Englands førende, klassisk uddannede arkitekt Inigo Jones fulgte i omkring 1632. De omkringliggende gader blev opført kort efter, og gaderne Henrietta, Charles, James, King og York Street blev opkaldt efter medlemmer af den kongelige familie
I januar 1642 fik fem parlamentsmedlemmer, som kongen ønskede arresteret, asyl i City. I august samme år rejste kongen sit banner i Nottingham, og under den engelske borgerkrig tog London parlamentets side. Oprindelig havde kongen det militære overtag, og i november vandt han slaget ved Brentford, nogle få kilometer vest for London. City organiserede en ny midlertidig hær, og Charles tøvede og trak sig tilbage. Derefter blev et omfattende system af fæstninger opført for at beskytte London mod fornyede angreb fra royalisterne. Fæstningerne bestod af en stærk jordvold, udvidet med bastioner og redouter. Den var et godt stykke uden for Citys mure og omfattede hele oplandet, deriblandt Westminster og Southwark. London var ikke igen for alvor truet af royalisterne, og Citys finansielle ressourcer var en væsentlig årsag til, at parlamentet vandt krigen.
Den uhygiejniske og overbefolkede City of London havde lidt under utallige pestudbrud i århundredernes løb, men i Britannien huskes det sidste større udbrud som det "store pestudbrud i London". Det fandt sted i 1665 og 1666 og dræbte omkring 60.000 mennesker, hvilket var en femtedel af befolkningen. Samuel Pepys berettede om epidemien i sin dagbog. Den 4. september 1665 skrev han: "Jeg blev i byen til over 7.400 døde på en uge, og af dem døde omkring 6.000 af pest, og man hører ikke mange andre lyde om dagen eller om natten, end klokkers ringen."
Det store pestudbrud blev straks efterfulgt af en anden katastrofe, om end den var med til at stoppe pestudbruddet. Søndag den 2. september 1666 udbrød storbranden i London kl. 1 om natten i et hus i Pudding Lane i den sydlige del af City. Ilden spredte sig med en østlig vind, og arbejdet med at standse den ved at rive huse ned for at lave brandbælter, var i begyndelsen uorganiseret. Tirsdag nat faldt vinden noget, og onsdag brændte det ikke så meget som før. Torsdag blev ilden slukket, men om aftenen brød flammerne ud igen ved Temple. Nogle huse sprang i luften med det samme på grund af brændende krudt, og dermed kom der endelig kontrol over flammerne. The Monument blev opført som minde om branden, i over halvandet hundrede år bar den en indskrift, der fortalte, at flammerne skyldtes "papistisk raseri".
Branden ødelagde omkring 60 procent af City, deriblandt den gamle St. Paul's Cathedral, 87 kirker, 44 laugsbygninger og Royal Exchange. Antallet af omkomne var dog overraskende lille; man mener, at der højst var seksten omkomne. I løbet af nogle få dage efter branden blev tre genopbygningsplaner for byen præsenteret for kongen, af hhv. Christopher Wren, John Evelyn og Robert Hooke. Wren foreslog at bygge hovedgader fra nord til syd og fra øst til vest, at beskytte alle kirker med udsatte placeringer, at gøre de fleste offentlige pladser til store torve, at forene de tolv største lav i et, knyttet til Guildhall, og at bygge en fin kaj ved bredden af floden fra Blackfriars til Tower of London. Wren ønskede at gøre de nye gader lige med tre standardbredder på hhv. 9, 18 og 27 meter (30, 60 og 90 fod). Evelyns plan adskilte sig primært fra Wrens ved at foreslå en gade fra kirken St. Dunstan's in the East til St. Paul's og ved ikke at have en kaj eller promenade langs floden. Disse planer blev ikke udført, og den genopbyggede by fulgte den gamles gadeplan, hvoraf de fleste gader har overlevet ind i det 21. århundrede.
Ikke desto mindre var den nye City forskellig fra den gamle. Mange beboere fra aristokratiet vendte aldrig tilbage, da de foretrak nye huse i West End, hvor fashionable nye distrikter som St. James's blev opført tæt på den primære kongelige residens, der var Whitehall Palace, indtil det blev ødelagt af en brand i 1690'erne, og derefter St. James's Palace.
Langs den smalle, landlige Piccadilly skød herskabsboliger som Burlington House op. Dermed blev adskillelsen af mellemklassens merkantile City of London og den aristokratisk verden ved hoffet i Westminster komplet. I selve City gik man fra træhuse til konstruktioner af sten og mursten for at mindske risikoen for brand. Act of Parliaments dokument "om genopbygningen af London" lød "at bygge med mursten [er] ikke kun pænere og mere holdbart, men også mere sikkert ved fremtidige udbrud af brand". Derefter var det kun tilladt, at døre, gerichter og forretningsfacader var lavet af træ.
Christopher Wrens plan blev ikke til noget, men han blev udnævnt til at stå for genopbygningen af de ødelagte kirker og genopførelsen af St Paul's Cathedral. Hans hvælvede barokke domkirke var Londons vigtigste vartegn i mindst 150 år. I sin egenskab af byinspektør stod Robert Hooke for genopførelsen af Citys huse. East End, dvs. området lige øst for bymurene, fik en kraftig befolkningstilvækst i århundrederne efter den store brand. Man begyndte at udvide Londons dokker nedenstrøms, hvilket tiltrak mange arbejdere, der selv enten arbejdede på dokkerne eller med at behandle og distribuere varer. Disse boede i Whitechapel, Wapping, Stepney og Limehouse, generelt under slummæssige forhold.
Vinteren 1683-1684 blev der holdt et såkaldt frostmarked på Themsen. Frostvejret, der begyndte omkring syv uger før jul og fortsatte seks uger efter, er det længste, man har registreret. Ophævelsen af Fontainebleau-ediktet i 1685 førte til en stor indvandring af huguenotter til London. De oprettede en silkeindustri i Spitalfields.
På det tidspunkt var City of London ved at blive verdens førende finanscenter, en rolle som især blev overtaget fra Amsterdam. Bank of England blev grundlagt i 1694, British East India Company udvidede sin indflydelse. Lloyd's of London blev også etableret i slutningen af det 17. århundrede. I år 1700 varetog London 80 procent af Englands import, 69 procent of dets eksport og 86 procent af dets reeksport. Mange af varerne var luksusvarer fra Nord- og Sydamerika og Asien, så som silke, sukker, te og tobak. Det sidste tal fremhæver Londons rolle som et entrepot: mens der var mange håndværkere i det 17. århundrede, og der senere vil komme nogle store fabrikker, var byens økonomiske førerposition aldrig primært baseret på industrien. I stedet var byen et stort center for handel og videresalg. Varer ankom til London med Englands i stigende grad dominerende handelsflåde, ikke kun for at opfylde lokal efterspørgsel, men også til reeksport til Europa og længere væk.
William 3. bekymrede sig ikke meget om London, hvis smog gav ham astma, og efter den første brand i Whitehall Palace (1691), købte han Nottingham House, som blev gjort til Kensington Palace. Kensington var den gang en ubetydelig landsby, men med hoffets ankomst fik byen hurtigt større betydning. Slottet blev sjældent benyttet af senere monarker, men dets konstruktion var endnu et led i udvidelsen af Londons grænser. I samme regeringstid blev opførelsen af Greenwich Hospital påbegyndt, det lå den gang uden for Londons grænser; det var flådens udgave af Chelsea Hospital til tidligere soldater, som var blevet grundlagt i 1681. Under dronning Anne af England blev en forordning vedtaget, som autoriserede opførelsen af halvtreds nye kirker til det voksende indbyggertal, der var bosat uden for City of Londons grænser.

## London i det 18. århundrede
Det 18. århundrede var en periode med hastig vækst for London og afspejlede det stigende indbyggertal i landet, den så småt begyndende industrielle revolution, samt Londons rolle som centrum i det voksende Britiske Imperium.
I 1707 blev en unionslov vedtaget, der slog de skotske og engelske parlamenter sammen, og dermed oprettede det Forenede Kongerige Storbritannien. Et år senere, i 1708, blev Christopher Wrens mesterværk St. Paul's Cathedral færdigt på hans fødselsdag. Den første gudstjeneste havde dog allerede fundet sted den 2. december 1697, mere end ti år tidligere. Domkirken erstattede den oprindelige St. Paul's, der var blevet fuldstændig ødelagt under den store brand i London. Bygningen anses for at være en af de fineste af sin art i Storbritannien og et fint eksempel på barok arkitektur.
Under kong George-perioden voksede London med forøget hastighed ud over sine traditionelle grænser. Nye distrikter som eksempelvis Mayfair blev opført for de velhavende i West End, nye broer over Themsen forøgede væksten i South London og i East End, Port of London (Londons Havn) udvidede nedenstrøms fra City. I denne periode fandt opstanden i de amerikanske kolonier også sted. I 1780 havde Tower of London sin eneste amerikanske indsatte, den tidligere præsident for den Kontinentale Kongres, Henry Laurens. I 1779 var Laurens kongressens repræsentant i Holland og fik landets støtte til revolutionen. På sin rejse tilbage til Amerika tog den britiske Kongelige Flåde ham til fange og anklagede ham for forræderi efter at have fundet et udkast til en traktat, der blev anvendt som krigsårsag mellem Storbritannien og Holland. Han blev frigivet fra Tower den 21. december 1781 i en udveksling med general Charles Cornwallis.
I 1762 købte George 3. slottet Buckingham Palace (da kendt som Buckingham House) af hertugen af Buckingham. Det blev udvidet i løbet af de næste 75 år af arkitekter som John Nash. Først to århundreder senere, i det 19. århundrede, blev slottet til den primære kongelige residens i London.
Et fænomen i det 18. århundredes London var kaffehuse, der blev populære steder at diskutere idéer. Et stigende antal mennesker kunne læse, og udviklingen af trykpressen betød, at nyheder blev mere tilgængelige. I det århundrede blev gaden Fleet Street centrum for den spirende, britiske presse.
London var i det 18. århundrede hårdt ramt af kriminalitet, Bow Street Runners blev oprettet i 1750 som en professionel politistyrke. Strafudmålingen for kriminalitet var barsk, og der blev afsagt dødsdomme for mindre forbrydelser. Offentlige hængninger var almindelige i London og var populære tilskuerbegivenheder.
I 1780 blev London rystet af "Gordon Riots" (Gordon-optøjerne), protestanternes oprør mod den romersk-katolske frigørelse, anført af Lord George Gordon. Katolske kirker og hjem blev udsat for omfattende ødelæggelser, og 285 oprørere blev dræbt.
I 1787 grundlagde frigivne slaver fra London, Amerika og mange britiske kolonier byen Freetown i det nutidige Sierra Leone.
Indtil 1750 var London Bridge den eneste bro over Themsen, men det år blev Westminster Bridge åbnet, og for første gang i historien fik London Bridge en rival.
De amerikanske kolonier frigjorde sig i det 18. århundrede og mange ulykkelige begivenheder fandt sted i London i århundredet, men der var også store forandringer på grund af oplysningstiden. Dette førte til begyndelsen af den moderne tid, det 19. århundrede.

## London i det 19. århundrede
I det 19. århundrede blev London verdens største by og hovedstad i det Britiske Imperium. Indbyggertallet steg fra 1 million i 1800 til 6,7 millioner hundrede år senere. I det tidsrum blev London en global politisk, finansiel og handelsmæssig hovedstad. Byens dominerende position var stort set uden konkurrence indtil den sidste del af århundredet, hvor Paris og New York begyndte at true Londons dominans.
Byen blev velhavende efterhånden som Storbritanniens besiddelser ekspanderede, men London var også en fattigdommens by, hvor millioner boede i overbefolket og uhygiejnisk slum. De fattiges liv blev udødeliggjort af forfatteren Charles Dickens i romaner som eksempelvis Oliver Twist.
Premierminister Robert Peel oprettede i 1829 Metropolitan Police Service som en politistyrke dækkende hele det bymæssige område. Politistyrken fik kælenavnene "bobbies" og "peelers", efter Robert Peel.
I det 19. århundrede blev London forandret med oprettelsen af jernbanerne. Et nyt hovedstadsnetværk af jernbaner muliggjorde udviklingen af forstæder i naboamter, hvorfra middelklassen og velhavende borgere kunne rejse til bymidten. Det medførte en voldsom udadvendt ekspansion af byen men forstærkede også klasseskellene, fordi de mere velhavende flyttede til forstæderne og efterlod de fattigere borgere i den indre by.
Den første jernbanestrækning i London var banen fra London Bridge til Greenwich, som åbnede i 1836. Kort efter fulgte åbningen af store jernbaneknudepunkter, der forbandt London med hele Storbritannien. Disse stationer var blandt andre Euston Station (1837), Paddington Station (1838), Fenchurch Street Station (1841), Waterloo Station (1848), King's Cross Station (1850) og St. Pancras Station (1863). Fra 1850'erne blev de første linjer i London Underground bygget.
De urbaniserede områder fortsatte deres hurtige vækst og spredte sig til Islington, Paddington, Belgravia, Holborn, Finsbury, Shoreditch, Southwark og Lambeth. Mod midten af århundredet kæmpede Londons forældede lokale bystyre, der bestod af gamle sogne (parish) og sogneråd (vestry) med at håndtere det hurtigt stigende befolkningstal. I 1855 blev Metropolitan Board of Works (MBW) oprettet med det formål at give London en infrastruktur, der kunne klare væksten.
En af MBW's første opgaver var at løse Londons sanitære problemer. På den tid blev ubehandlet spildevand pumpet direkte ud i Themsen. Det kulminerede i 1858 med den store stank. Desuden medførte forurenet drikkevand – hentet fra Themsen – sygdomme og epidemier for Londons indbyggere.
Parlamentet gav omsider MBW tilladelse til at konstruere et enormt kloaksystem. Ingeniøren Joseph Bazalgette blev ansvarlig for bygningen af systemet. Det var en af det 19. århundredes større offentlige byggerier, under hvilket der blev konstrueret over 2100 km tunneller og rør under London til at føre spildevand væk og levere rent drikkevand. Da Londons spildevandssystem var fuldført faldt dødstal som følge af sygdomme dramatisk; tilfælde af koleraepidemier og andre sygdomme blev begrænset. Bazalgettes kloaksystem anvendes stadig den dag i dag.
En af de mest berømte begivenheder i London i det 19. århundrede var Great Exhibition i 1851. Den store udstilling fandt sted i The Crystal Palace og tiltrak besøgende fra hele verden for at se Storbritannien på højden af dets imperialistiske dominans.
Som hovedstad i et meget stort imperium tiltrak London immigranter fra kolonierne og de fattigste dele af Europa. En stor, irsk befolkningsgruppe bosatte sig i byen i Victoriatiden, mange var flygtet fra den store irske hungersnød, der var opstået på grund af kartoffelpest, og ikke mindst på grund af at den engelske overklasse eksporterede masser af mad fra deres godser til England, midt under kartoffelpesten. Ca 1 million emigredede til USA. På et tidspunkt udgjorde irske immigranter omkring 20 procent af Londons indbyggertal. London blev hjem for en større jødisk menighed, og mindre grupper kinesere og sydasiater bosatte sig også i byen.
I 1888 blev det nye County of London (London amt) dannet, administreret af London County Council (Londons amtsråd). Det var den første valgte administrative organisation dækkende hele London, og den erstattede Metropolitan Board of Works, hvis medlemmer var blevet udnævnt. County of London dækkede hele Londons daværende storbyområde, men byområdet voksede siden ud over amtets grænser. I 1899 blev amtet underinddelt i 28 bykommuner (metropolitan boroughs), der var mere lokal administrative enheder end amtsrådet.
Mange berømte bygninger og landemærker i London blev bygget i det 19. århundrede, blandt andre:
- Trafalgar Square
- Big Ben og Houses of Parliament
- Royal Albert Hall
- Victoria and Albert Museum
- Tower Bridge

## London i det 20. århundrede

### Fra 1900 til 2. verdenskrig
London kom ind i det 20. århundrede på højden af sin indflydelse som hovedstad i verdenshistoriens største imperium, men det nye århundrede bragte også mange udfordringer.
Den hastige befolkningstilvækst fortsatte i de første årtier, og den offentlige transport blev kraftigt udvidet. London County Council byggede et stort sporvognsnetværk gennem selskabet LCC Tramways. I 1900'erne begyndte også den første motorbusrute. Ligeledes blev Londons over- og underjordiske jernbanenetværk forbedret, blandt andet ved elektrificering i stor stil.
Under 1. verdenskrig oplevede Londons sine første bombeangreb fra tyske zeppeliner-luftskibe; omkring 700 mennesker blev dræbt, og angrebene skabte stor rædsel, men de var kun en forsmag på, hvad der siden skulle komme.
I mellemkrigstiden voksede London geografisk hurtigere end nogen sinde før eller siden. Londonerne begyndte at foretrække lavt forstadsbyggeri og en mere "landlig" livstil, typisk i dobbelthuse, frem for tidligere tiders forkærlighed for rækkehuse. Udviklingen blev fremmet ikke blot af den fortsatte udvidelse af jernbane- og sporvognsnetværket men også gennem en langsomt øget privatbilisme.
Som i resten af landet var London ramt af stor arbejdsløshed under depressionen i 1930'erne. I Londons East End blomstrede både politiske højre- og venstreekstreme partier. Storbritanniens Kommunistparti vandt en plads i House of Commons, og British Union of Fascists på den yderste højrefløj fik udbredt støtte. Konflikterne mellem højre og venstre kulminerede med slaget i Cable Street i 1936. I 1939 var Londons indbyggertal oppe på 8,6 millioner, det højeste nogensinde.
Et stort antal jødiske immigranter på flugt fra nazi-Tyskland slog sig ned i London i 1930'erne, primært i West End.

### London under 2. verdenskrig
Under 2. verdenskrig blev London, som mange andre britiske byer, alvorligt beskadiget på grund af Luftwaffes omfattende bombeangreb. Forud for bombningerne blev tusindvis af børn fra London evakueret til landet for at undgå bombningerne. Civile brugte undergrundsstationerne som beskyttelsesrum under luftangrebene.
De kraftigste bombninger fandt sted under "blitzen", mellem den 7. september 1940 og den 10. maj 1941, hvor London blandt andet blev udsat for 57 nætter i træk med voldsomme bombetogter. Mindre intensive bombeangreb fulgte de følgende krigsår, hvor Hitler koncentrerede sig om østfronten. Mod slutningen af krigen kom London igen under voldsomme angreb fra de pilotløse V-1- og V-2-raketter, der blev affyret fra det nazistisk kontrollerede Europa.
London fik omfattende ødelæggelser, og der var mange civile tab med Docklands i East End som det hårdest ramte område. Ved krigens slutning var knap 30.000 londonere blevet dræbt ved bombningerne, og over 50.000 havde fået alvorlige kvæstelser . Titusindvis af bygninger blev ødelagt, og hundredtusindvis af indbyggere blev gjort hjemløse.

### London 1945-2000
Efter 2. verdenskrig blev der i 1948 afholdt de olympiske sommerlege på Wembley Stadium på et tidspunkt, hvor byen knap havde kommet sig efter krigen. Genopbygningen af London gik i begyndelsen langsomt. Men i 1951 fandt Festival of Britain sted, og den markerede en stigende optimisme og et lysere syn på fremtiden.
Under krigen var et stort antal boliger blevet ødelagt, og det blev et stort problem i de første efterkrigsår. For at afhjælpe boligmanglen besluttede myndighederne sig for at opføre etagebyggeri med lejligheder. I 1950'erne og 1960'erne ændrede udsigten over London sig markant efterhånden som skyskrabere skød i vejret, selvom disse senere viste sig at blive upopulære. Som et forsøg på at mindske antallet af personer med bopæl i overbefolkede boliger vedtog man at tilskynde folk til at flytte til de helt nyopførte byer, kaldet "New Towns", placeret rundt om London.
Gennem det 19. og den tidlige halvdel af det 20. århundrede havde londonerne anvendt kul til opvarmning af deres boliger, hvilket afgav megen røg. Kombineret med klimatiske forhold forårsagede dette ofte en karakteristisk smog, og London var blevet kendt for sin typiske "London-tåge", også kendt som "ærtesuppen". Af den grund blev London nogle gange kaldt "The Smoke" (Røgen). I 1952 kulminerede problemerne i, hvad der blev kaldt den store smogkatastrofe, der varede i fem dage og dræbte over 4.000 mennesker. Af den grund blev "ren luft-loven" (Clean Air Act) vedtaget med et krav om, at der blev oprettet røgfrie områder, hvor udelukkende "røgfrit" brændsel blev anvendt (på den tid brugte de fleste husholdninger åben ild). Loven var effektiv, om end øgenavnet The Smoke stadig anvendes sarkastisk om byen.
Fra midten af 1960'erne, delvist på grund af at britiske musikgrupper som The Beatles og The Rolling Stones havde stor succes, blev London midtpunkt for den verdensomspændende ungdomskultur, eksemplificeret med subkulturen Swinging London, der gjorde Carnaby Street verdenskendt blandt modernister. Londons rolle som trendsætter inden for ungdomsmoden blev kraftigt genoplivet i 1980'erne under New Wave- og punk-bølgerne. I midten af 1990'erne skete en mindre genoplivning med britpop-bølgen.
Fra 1950'erne og frem blev London hjemby for et stort antal immigranter overvejende fra Commonwealth-lande som Jamaica, Indien og Pakistan, hvilket medførte endnu en drastisk ændring af London, og gjorde byen til en af de mest etnisk blandede i Europa. Integreringen af de nye immigranter var ikke altid let. Racemæssige stridigheder viste sig i optøjer som dem i bydelen Brixton i 1981 og 1985.
Fra begyndelsen af konflikten i Nordirland i de tidlige 1970'ere til midten af 1990'erne var London udsat for gentagne terroristangreb begået af den irske republikanske hær (IRA).
Londons udadvendte ekspansion blev langsommere på grund af krigen og det grønne bælte, der blev oprettet kort efter. På grund af væksten blev det gamle County of London (London amt), der nu kun dækkede en del af Londons storbyområde, og London County Council (Londons byråd) nedlagt i 1965. De blev erstattet af et meget større område kaldet "Greater London" med et nyt "Greater London Council" (GLC) til at administrere området sammen med 32 nye kommuner (boroughs).
Greater Londons befolkningstal faldt stødt i årene efter 2. verdenskrig fra et anslået højdepunkt på 8,6 millioner i 1939 til omkring 6,8 millioner i 1980'erne. I slutningen af 1980'erne begyndte befolkningstallet igen at stige på grund af en kraftig, økonomisk vækst og et i stigende grad mere positivt omdømme.
Londons traditionelle status som en vigtig havneby faldt drastisk i efterkrigsårene, da det gamle havneområde London Docklands ikke havde plads til store, moderne containerskibe. Londons vigtigste havnebyer blev i stedet opstrømsbyerne Felixstowe og Tilbury. Da man gik ind i 1980'erne var Docklands blevet et forfaldent område, men det blev fra midten af 1980'erne saneret og kom til at indeholde lejligheder og kontorer. Thames Barrier blev fuldført i 1980'erne med det formål at beskytte London mod tidevandsoversvømmelser fra Nordsøen.
I de tidlige 1980'er førte politisk uenighed mellem GLC under ledelse af Ken Livingstone og det Konservative Parti ledet af Margaret Thatcher til nedlæggelsen af GLC i 1986. Størstedelen af GLC's magt blev overført til kommunerne, hvorved London blev verdens eneste storby uden en central administration.
I 2000 genindførte Tony Blairs regering en ny central administration, Greater London Authority (GLA), der dækkede det samme område som det nedlagte Greater London. Den nye myndighed fik magt svarende til det gamle GLC men bestod af en direkte valgt overborgmester (Mayor of London) og byråd (London Assembly ("Londonforsamlingen")). London blev også gjort til en af Englands ni regioner.

## London i det 21. århundrede
Ved indgangen til det 21. århundrede var London vært for den meget forhånede Millennium Dome ved Greenwich, som en markering af det nye årtusinde. Andre årtusindeprojekter havde større succes: et af dem var det største udsigtspariserhjul i verden, "Millennium Wheel", der siden kom til at hedde London Eye. Det skulle have været midlertidigt men blev hurtigt en turistattraktion, der tiltrækker fire millioner besøgende om året. Nationallotteriet betalte for en række større forbedringer af eksisterende attraktioner, eksempelvis glastaget over den store hal i British Museum.
I 2004 anslog man i London Plan, udgivet af Londons borgmester, at indbyggertallet ville nå 8,1 millioner i 2016, og fortsætte med at stige derefter. Af den grund vil man bygge tættere og opføre flere højhuse. Desuden er der forslag om store udvidelser af det offentlige transportnetværk. Der er dog stadig problemer med at få økonomien i et projekt som Crossrail til at hænge sammen.
Den 6. juli 2005 blev London udnævnt til værtsby for de olympiske sommerlege i 2012. Men festlighederne blev afbrudt den følgende dag af en række terroristangreb. Flere end 50 mennesker blev dræbt og 700 såret i de fire bombeangreb på tog i Londons undergrundsbane og en dobbeltdækkerbus ved Russell Square.

## Indbyggertal
| Befolkningstal | Befolkningstal    | Befolkningstal                                                                       |
| År             | Antal indbyggere  | Kommentar                                                                            |
| -------------- | ----------------- | ------------------------------------------------------------------------------------ |
| 1 e.Kr.        | nogle få bønder   |                                                                                      |
| 50             | 5-10.000          |                                                                                      |
| 140            | 45-60.000         |                                                                                      |
| 300            | 10-20.000         |                                                                                      |
| 400            | færre end 5.000   | usikkert                                                                             |
| 500            | nogle få hundrede |                                                                                      |
| 700            | nogle få tusinde  | i den nye by Lundenwic                                                               |
| 900            | nogle få tusinde  | i den genetablerede by Lundenburgh                                                   |
| 1000           | 5-10.000          |                                                                                      |
| 1100           | 10-20.000         |                                                                                      |
| 1300           | 50-100.000        | ifølge forskning af Derek Keene                                                      |
| 1350           | 25-50.000         | efter den sorte død                                                                  |
| 1500           | 50-100.000        |                                                                                      |
| 1600           | 100-200.000       |                                                                                      |
| 1700           | 550.000           | næsten ti procent af indbyggertallet i England og Wales                              |
| 1750           | 700.000           |                                                                                      |
| 1801           | 959.300           | Europas befolkningsmæsigt største by                                                 |
| 1831           | 1.655.000         | verdens befolkningsmæsigt største by                                                 |
| 1851           | 2.363.000         |                                                                                      |
| 1891           | 5.572.012         |                                                                                      |
| 1901           | 6.506.954         |                                                                                      |
| 1911           | 7.160.525         |                                                                                      |
| 1921           | 7.386.848         | tæt på at blive overhalet af New York, som verdens befolkningsmæsigt største by      |
| 1931           | 8.110.480         |                                                                                      |
| 1939           | 8.615.245         | byens højeste indbyggertal                                                           |
| 1951           | 8.196.978         |                                                                                      |
| 1961           | 7.992.616         |                                                                                      |
| 1971           | 7.452.520         |                                                                                      |
| 1981           | 6.805.000         |                                                                                      |
| 1991           | 6.829.300         |                                                                                      |
| 2001           | 7.322.400         |                                                                                      |
| 2003           | 7.387.900         |                                                                                      |
| 2016           | 8,1 millioner     | prognose i London's Place in the UK Economy af Corporation of London, september 2002 |

Den første folketælling fandt sted i 1801, hvorfor tidligere tal er gætværk baseret på arkæologiske steders nærhed sammenlignet med kendte indbyggertal i City of London mellem 1600 og 1800 (fx 50.000). Årstal fra 1300 og frem er baseret på historiske optegnelser.
Tallene for 1891 og frem er for Greater London (Storlondon) med bygrænser pr. 2001 (Greater London fandtes ikke før 1965). Tallene før 1971 er rekonstrueret af Office for National Statistics, baseret på tidligere folketællinger så de svarer til bygrænserne pr. 2001. Tallene fra 1981 og frem er midtårlige estimater (revideret i 2004), som er mere nøjagtige end folketællingerne selv, der er kendt for at undervurdere Londons indbyggertal.

## Fodnoter
Tekst mangler, hjælp os med at skrive teksten